# Michele Cagnetta
Michele Cagnetta (Napoli, 22 giugno 1872 – Roma, 9 settembre 1940) è stato un magistrato e politico italiano.

## Biografia
Fu referendario del Consiglio di Stato, percorrendo tutta la relativa carriera fino a divenirne presidente di sezione il 24 giugno 1929.
Fu anche membro del Tribunale superiore delle acque pubbliche, Presidente della Commissione arbitrale per i servizi marittimi convenzionati, Presidente della Commissione per la riforma delle norme vigenti sull'amministrazione e la contabilità generale dello Stato e di quelle concernenti le funzioni di controllo affidate alla Corte dei conti, nonché Presidente della Commissione per la revisione e la preparazione dei testi unici delle disposizioni legislative e regolamentari sull'amministrazione del patrimonio e della contabilità dello Stato.
Il senatore Luigi Cagnetta era suo zio.